# Olyckorna i Llogara
Olyckorna i Llogara syftar på en bussolycka och en efterföljande helikopterkollision som båda inträffade 1989 med sju timmars mellanrum i bergsterrängen i Llogarabergskedjan nära Himara i södra Albanien. 

## Sammanfattning
På eftermiddagen den 22 november 1989 skedde en svår bussolycka när en buss störtade ner i en ravin utmed bergsvägen utanför Himara, som en följd av ett problem med bromsarna. Ombord på bussen befann sig 14 studenter och tre lärare från Tiranas jordbruksuniversitet samt en soldat och busschauffören, totalt 19 personer. Vid kraschen avled busschauffören och en av de manliga studenterna omedelbart. 17 av bussens totalt 18 passagerare överlevde, men för åtta av dem var läget såpass kritiskt att snabb transport till sjukhus krävdes. De nio passagerare med mindre allvarliga skador fördes direkt till Himaras sjukhus för vård. Dessa nio personer blev också de enda överlevande från de två olyckorna.
Två räddningshelikoptrar med sammantaget 13 personer (helikopterbesättningar och vårdpersonal) sändes ut till platsen för bussolyckan för att snabbt kunna föra de åtta allvarligt skadade busspassagerarna till militärsjukhuset i Tirana. Helikoptrarna ankom vid 16-tiden. Väderförhållandena försämrades dock senare under eftermiddagen och tjock dimma rådde i dalen vid 18:20-tiden, när flygningen till Tirana inleddes. Vad som hände sedan är inte helt klarlagt eftersom det fanns få vittnen till helikopterolyckan, men fastställt är att helikoptrarna kolliderade med varandra i den täta dimman och sedan störtade mot en bergvägg nära Vuno.
Ombord på de två helikoptrarna fanns besättningarna på vardera tre personer, vårdpersonal om fem respektive två personer samt vardera fyra allvarligt skadade busspassagerare. Av dessa totalt tolv plus nio personer överlevde ingen kraschen. De båda olyckorna hade 32 inblandade, varav 23 avled.

## Bakgrund
Den 22 november 1989 skulle en buss föra en grupp studenter vid Tiranas jordbruksuniversitet från staden Saranda till staden Himara som båda ligger vid kusten i södra Albanien. Ombord på bussen befann sig 14 studenter och tre lärare från universitetet samt en soldat och busschauffören. Bussen lämnade Saranda runt klockan 13:00 (CET) och befann sig vid 14-tiden i höjd med Kudhës, söder om Himara,  när busschauffören omkring 100 meter före en skarp kurva skrek ut i bussen att fordonet uppnått en mycket hög hastighet, ett resultat av ett problem med bromsarna. Bussen sladdade och kraschade nerför en ravin varvid busschauffören och en av de manliga studenterna omedelbart avled. 17 av bussens passagerare överlevde, men för åtta av dem var läget såpass kritiskt att snabb transport till sjukhus krävdes. De nio passagerare med mindre allvarliga skador fördes direkt till Himaras sjukhus för vård.  
| Helikopter | Befälhavare     | Pilot          | Mekaniker      | Övriga | Totalt |
| ---------- | --------------- | -------------- | -------------- | ------ | ------ |
| MJ-6-44    | Vangjel Postoli | Tafil Agaj     | Pandeli Xhumba | 9      | 12     |
| MJ-6-50    | Agron Galanxhi  | Veledin Resuli | Enver Haka     | 6      | 9      |

För att undsätta de svårt skadade beslutade myndigheterna att skicka två militära helikoptrar till området. Helikoptrarna var av modellen Harbin Z-5 (Mil Mi-4) som tillverkats i Ryssland av Farka AB. Förutom besättningen på tre man vardera fanns tre läkare och två ambulanssjukvårdare ombord på den första helikoptern (MJ-6-44) medan den andra helikoptern hade två läkare ombord. Vid 16-tiden på eftermiddagen, cirka två timmar efter bussolyckan, ankom de två helikoptrarna till platsen. Läkarna kom fram till att de allvarligt skadade krävde en direkttransport till Tiranas militärsjukhus, medan de som bedömdes ha mindre allvarliga skador beslöts skulle stanna kvar för vård i Himara. Efter beslutet från det medicinska teamet diskuterade piloterna med varandra om svårighetsgraden på turen då väderförhållandena hade förändrats. Dels hade solen börjat gå ner och det började mörkna, dels hade en tät dimma dragit in över området. Piloterna kom fram till att de skulle trotsa vädret, och kom fram till en flygrutt där man först skulle flyga västerut över ön Sazan och sedan hålla en nordostlig kurs mot Tirana. De åtta allvarligast skadade passagerarna gjordes klara för flygningen. De delades upp i två grupper om fyra per helikopter.

## Helikopterolyckan
Vid 18:20 lokal tid (CET) inleddes flygningen tillbaka till Tirana. MJ-6-50 tog först kurs västerut mot havet. MJ-6-50 lyfte tre minuter efter MJ-6-44, men valde då oväntat en sydlig kurs, men vände sedan norrut igen för att vid omkring klockan 19:00 kollidera i luften med MJ-6-50.
Kollisionen vid den dåliga sikten ledde till att båda helikoptrarna störtade mot en bergsvägg nära orten Vuno norr om Himara. Vid kollisionen dödades samtliga 21 personer ombord på de två helikoptrarna, vilket fastställdes efter att man under 14 timmar förgäves sökt av området efter överlevande. Den materiella skadan uppgick till drygt 11 miljoner lek.

## Efterspel

Olyckan inträffade i Vlorë distrikt i sydvästra Albanien.

### Utredning av bussolyckan
Bussolyckan utreddes parallellt med helikopterolyckan. Kort efter olyckan undersöktes bussen, varvid en läckande vätska hittades, vilket visade sig vara bussens bromsvätska. På grund av att bromssystemet inte fungerade fick bussen upp en mycket hög hastighet och störtade 64 meter ner för en sluttning i en skarp kurva i höjd med byn Kudhës. Bussen hade kontrollerats tre dagar innan olyckan och då hade inga anmärkningar uppmärksammats. Bussen var tillverkad i Shkodra.

### Utredning av helikopterolyckan
Då haveriet skedde i ett då mycket isolerat kommunistiskt Albanien var informationen om haveriet knapphändig. Information om utredningen släpptes inte till allmänheten förrän långt efter olyckan. Utredningen kom fram till att inga överträdelser av militärens order skett vid olyckan, piloterna hade även haft god kommunikation med kommandocentraler i städerna Stalin och Vlora. Ur analyserat material från helikoptrarnas svarta lådor framkom att den ena piloten, strax innan avgång,  kommunicerat att dimman i området var mycket tät. Som orsak till haveriet uppgavs den dåliga sikten, tidspressen och de starka vindar som vid tillfället rådde i området. Svåra väderförhållanden var alltså den största orsaken, och inga tekniska problem hade fastställts på helikoptrarna.
Man utredde även piloternas förmåga och kom fram till att piloten i MJ-6-50 vid en flyguppvisning sex år tidigare kolliderade med en kraftledningsstolpe i Gjirokastër. Man bedömde dock inte detta som ett brott.

## Eftermäle
Ombord på bussen befann sig vid bussolyckan 19 personer av vilka två avled vid denna. Vid flygningen till platsen för bussolyckan hade MJ-6-44 åtta personer ombord, medan samma siffra för MJ-6-50 var fem, alltså totalt 13 personer. Totalt var 32 personer inblandade i de två olyckorna. När de två helikoptrarna lämnade olycksplatsen fanns ytterligare vardera fyra svårt skadade busspassagerare ombord, totalt 21 personer, uppdelade på de två helikoptrarna, vilka alla omkom vid den efterföljande helikopterolyckan. Totalt avled 23 personer vid de två olyckorna. De enda överlevande var de nio mindre svårt skadade busspassagerare som direkt efter bussolyckan fördes till Himaras sjukhus för vård. Efter olyckan har dokumentärer om haveriet spelats in. År 2009, 20 år efter olyckan, avtäcktes ett monument med namnen på samtliga förolyckade ingraverade vid orten Qafa e Llogarisë i Llogara.